# Блюмович, Иван Александрович
Иван Александрович Блюмович (1888, Варшава — 13 апреля 1938, Крымская АССР, окраина Симферополя) — священник Русской православной церкви.
Причислен к лику святых как священномученик в 2000 году для общецерковного почитания. Память 31 марта и в Соборе новомучеников и исповедников Российских.

## Биография

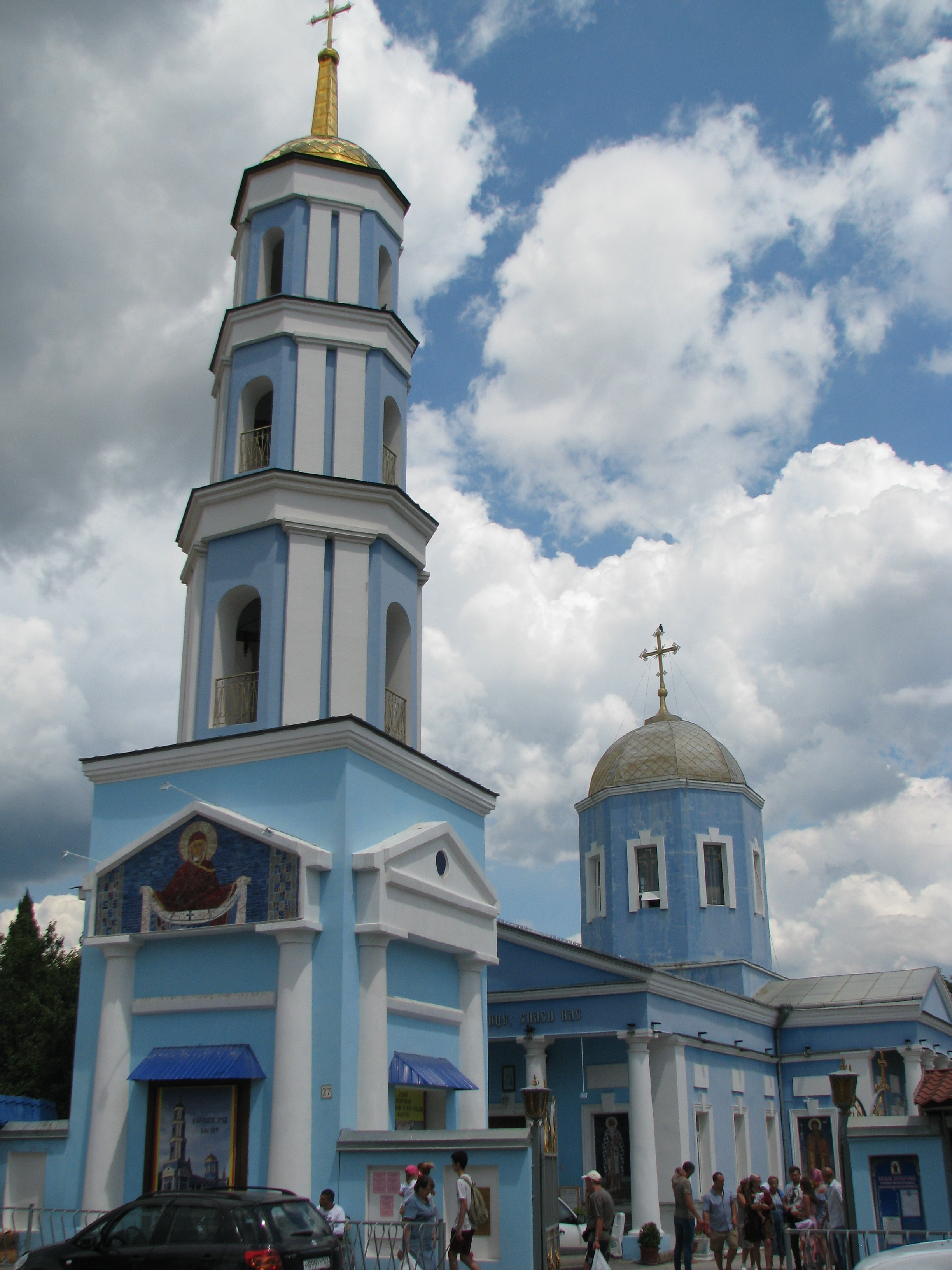
Свято-Покровский храм в Судаке, место последнего служения отца Иоанна. 2019

Родился в 1888 году в Варшаве в семье рабочего. Кроме него, в семье был сын Николай и две сестры — Елизавета и Мария.
В начале 1918 года переехал с женой в Москву. Поступил и в 1923 году окончил Московскую духовную академию, после окончания которой принял священный сан. С 1926 года служил в городе Кривой Рог на Украине. С 1929 года служил в храме в городе Орехове Запорожской области. С 1935 года служил в Покровском храме в городе Судаке в Крыму. Состоял в дружеских отношениях с архиепископом Симферопольским Порфирием (Гулевичем), у которого всегда останавливался, бывая в Симферополе.
29 июля 1937 года арестован по обвинению в шпионской деятельностью и создании фашистско-шпионской организации и 14 февраля 1938 года тройкой НКВД приговорён к расстрелу по статье 58 (пункты 6, 10 и 11) Уголовного кодекса РСФСР. Расстрелян 13 апреля 1938 года и погребён в общей безвестной могиле на окраине Симферополя.